# Felicjan August Kralewski
Felicjan August Kralewski (ur. 1756, zm. 18 września 1805 w Warszawie) – generał major w powstaniu kościuszkowskim, oficer Legionów Polskich we Włoszech.
W 1777 kupił rangę porucznika w 13. Regimencie Pieszym Ordynacji Ostrogskiej. W 1781 wstąpił do loży masońskiej Doskonała Tajemnica na Wschodzie Dubna, a w 1786 do loży Polak Dobroczynny na Wschodzie Dubna. W 1790 uzyskał nominację na buńczucznego buławy litewskiej przy hetamanie wielkim litewskim Michale Kazimierzu Ogińskim i u jego boku wziął udział w wojnie polsko-rosyjskiej 1792 roku.
Brał udział w sprzysiężeniu, przygotowującym wybuch powstania w 1794. W czasie insurekcji warszawskiej dowodził oddziałem, który zabarykadował się na Placu Saskim. Tadeusz Kościuszko mianował go 9 czerwca 1794 generałem majorem w sztabie generalnym wojska. Brał udział w obronie Warszawy (12 lipca–6 września 1794) jako dowódca jednego z odcinków obrony. Po upadku powstania wyjechał do Wiednia, skąd w 1797 przedostał się do Mediolanu.
Jako nadliczbowy szef batalionu w Legionach Polskich był komendantem placu w Rimini i Ferrarze. 18 lipca 1798 mianowany majorem 2. legii, został przeniesiony do Mantui. 5 października 1799 objął w Nicei komendę nad resztkami 2. legii. W wyniku konfliktu osobistego z dowódcami legionów, w 1800 złożył dymisję. W 1802 osiadł w Warszawie.